# THE 10th ODYSSEY
『THE 10th ODYSSEY』（ザ・テンス・オデッセイ）は、チューリップの通算12枚目のアルバム。1981年11月1日発売。

## 解説
タイトル通りデビュー10周年を記念したアルバムである。
「生まれたときからずっとぼくらは宇宙の子供です」のキャッチコピーで売り出され、前作以上に宇宙路線が濃く、そして地球や宇宙等の壮大なテーマが掲げられた楽曲が存在感を放っている。
ジャケットは、ピアノの鍵盤に腰掛けながら宇宙を眺める赤ん坊の後ろ姿が写されており、赤ん坊のいないバージョンがシングル『ふたりがつくった風景』で、赤ん坊が動くバージョンがNHKで放映された『TULIPライブ』で用いられた。
なお、このアルバムがチューリップの個人事務所「クリケット」を設立後、最初のアルバムである。

## 収録曲
Side A
1. THE 10th ODYSSEY
  - 作詞／作曲：財津和夫　編曲：チューリップ　ボーカル：財津和夫
  - タイトル曲であり、チューリップを一つの舟に例えて描かれた楽曲。
2. 愛の遭難者
  - 作詞／作曲：財津和夫　編曲：チューリップ　ボーカル：財津和夫
3. めぐり逢いは想い出
  - 作詞：財津和夫／作曲：宮城伸一郎　編曲：チューリップ　ボーカル：宮城伸一郎
4. ささやかな子守唄
  - 作詞／作曲：財津和夫　編曲：チューリップ　ボーカル：財津和夫
5. たとえばI LOVE YOU
  - 作詞／作曲：伊藤かおる　編曲：チューリップ　ボーカル：伊藤薫
  - 伊藤が作詞、作曲、ボーカルを務めた唯一の曲。
  - また、LP版では表記が「かおる」となっているが、再発版のCD等では「薫」となっている。

Side B
1. 恋のテレポーテーション
  - 作詞：財津和夫／作曲：安部俊幸　編曲：チューリップ　ボーカル：姫野達也
2. 渚に佇んで
  - 作詞／作曲：財津和夫　編曲：チューリップ　ボーカル：財津和夫
3. 愛のゆくえ
  - 作詞／作曲：財津和夫　編曲：チューリップ　ボーカル：財津和夫
4. 街は黄昏がれに抱かれ
  - 作詞／作曲：財津和夫　編曲：チューリップ　ボーカル：財津和夫
  - 財津は、曲名及び歌詞の韻の踏み方を理由に気に入っていると語っている。
  - 1988年のツアーでは、メンバーが交代でボーカルをとるかたちで演奏された。
5. 地球の空から
  - 作詞／作曲：財津和夫　編曲：チューリップ　ボーカル：財津和夫

## クレジット
PRODUCER: KAZUNAGA NITTA
DIRECTOR: KEIICHI YONEDA
SUPERVISER: SHIRO NISHIDA
ENGINEER: TAKESHI ITO
MANAGER: HIDEKI ASO, HIDEO SETO, SHOGO TANAKA
ALBUM DESIGN: TAKUYA OHNO DESIGN OFFICE
PHOTOGRAPHY: KENJI TAGUCHI
ALL SONGS WRITTEN, COMPOSED, AND PERFOMED BY TULIP
RECORDED AT SOUND INN, STUDIO TAKE ONE, TOSHIBA EMI STUDIO AND MEDIA STUDIO
EXECUTIVE MANAGEMENT BY CRICKET
MUCH THANKS TO SHINKO MUSIC
I dedicate this record to all the “to be born” children of the Universe